# Constitución de Weimar
La Constitución de Weimar fue una constitución de Alemania sancionada el 14 de agosto de 1919, que estableció una república federal con dieciocho estados y la elección de un presidente por votación popular, el cual a su vez tenía la facultad de elegir al canciller para que formara un gobierno. El presidente podía disolver el gabinete y vetar las leyes del poder legislativo. Además, con el fin de mantener el orden y la seguridad pública, el presidente podía suspender las libertades públicas y obligar a los estados federados, por la fuerza llegado el caso, a cumplir con sus obligaciones. 
La Constitución de Weimar junto a la Constitución de México sancionada dos años antes, dieron origen al constitucionalismo social, que estableció el estado de bienestar y reconoció los derechos de los trabajadores.

## Contexto político
A pesar de todo el poder del presidente, la República de Weimar mantuvo principios democráticos conservadores. Además se establecieron los colores negro, rojo y dorado como símbolos de la Gran Alemania, que en teoría debía incluir a Austria, aunque esto no se hizo inmediatamente debido a que el Tratado de Versalles no lo permitía.
La República de Weimar estuvo siempre muy ocupada tratando de mantener a raya a los bolcheviques, mientras tanto los socialdemócratas se iban aliando con los veteranos de la guerra. La República de Weimar tuvo una votación de 38%, muy buena, pero no era suficiente para emprender acciones en contra de los partidos extremistas.

## Derecho Social
Las cuestiones sociales fueron una novedad tratada en la Constitución de Weimar para los países europeos; ya en México se había promulgado la Constitución de 1917, pues se rompe la idea de la igualdad social absoluta, tomando en consideración que, para efectos prácticos, los trabajadores vivían en una situación económica inferior y deprimida. Este reconocimiento supone que el "derecho social" se redefina y establezca que la justicia se realiza únicamente en el caso de que se establezca un tratamiento igual para situaciones iguales, pero desigual para casos desiguales. Es así, como tanto la Constitución de Weimar como la Organización Internacional del Trabajo, en 1919, establecen los principios del derecho social y reconocen los denominados "derechos de segunda generación" o derechos económicos, sociales y culturales, ampliando el campo de derechos fundamentales que ya había sido trazado en las leyes europeas a lo largo del siglo XIX.
Si bien la nueva Constitución reconocía a los alemanes diversos derechos que ya estaban plasmados en la antigua constitución del Imperio Alemán, se amplió el rango de derechos básicos para abarcar cuestiones como la libertad de culto, el derecho a la educación, el derecho a la libre empresa y a la libre afiliación a clubes y asociaciones, etc. Tales elementos reconocían los cambios sociales que la industrialización había generado en la sociedad alemana durante los últimos 40 años, al punto que era necesario ajustar la ley constitucional para servir a una comunidad muy diferente a la que existía cuando en 1871 se dictó la Constitución Imperial.

## El Reichstag
El Reichstag (en español, Dieta Imperial) era la institución central de la República de Weimar como sistema político y el órgano legislativo supremo de la nación. El Reichstag, al igual que en otros sistemas parlamentarios, tenía el monopolio del poder legislativo a nivel nacional y era la fuente de toda la autoridad ejecutiva.
El Reichstag elegía al Canciller y a su gabinete. Para formar gobierno, un partido tenía que tener mayoría absoluta en el Reichstag. De no ser así, tenía que formar una alianza o coalición con otros partidos, que juntos constituían una mayoría en el Reichstag. El Reichstag tenía el poder de disolver el poder ejecutivo mediante un voto de "censura".
Todas las leyes tenían que tener su origen en el Reichstag con una excepción: la constitución de Weimar de 1919 disponía que las leyes pudieran promulgarse mediante un referéndum popular, un voto directo del pueblo. Se podría celebrar un referéndum nacional si el 10% de todos los votantes calificados firmaban una petición que solicitaba un referéndum nacional sobre una ley en particular o sí el 5% de todos los votantes calificados firmaban dicha petición y la petición contaba con el apoyo de al menos un tercio de todos los miembros del Reichstag.

## Aplicaciones prácticas
La Constitución reconoció la autonomía de los antiguos estados alemanes unificados en 1871, considerándolos como provincias (Länder) con ciertas competencias a nivel interno pero cuyas interrelaciones quedaban reguladas por un gobierno central en Berlín. Del mismo modo, se instituyó el Reichstag como parlamento nacional elegido por sufragio universal, mientras que para corregir desigualdades debidas a la diferente población de los Länder se creó el Reichsrat, un Senado o cámara de representación territorial.
El rol de presidente de Gobierno quedó encomendado al canciller del Reich, mientras que para jefe de Estado se designó a un presidente de la República que, en la práctica, desempeñaba unos poderes políticos bastante similares a los que poseía el káiser en el régimen monárquico. Por dicha razón, se permitió que el presidente del Reich pudiera destituir válidamente al canciller incluso si el Reichstag lo sustentaba con sus votos. La situación especial de Alemania tras el fin de la guerra provocó que la Constitución de Weimar, considerada liberal y avanzada, no fuese popular entre las masas, y los adelantos democráticos establecidos en la nueva Constitución fueron tachados como una "imposición del enemigo".

## Vigencia residual
La Ley Fundamental para la República Federal de Alemania de 1949 vigente, hace todavía aplicables los artículos 136 a 141 de la Constitución de Weimar, referidos a los derechos de las organizaciones religiosas.

Artículo 140. Derecho de las sociedades religiosas. Las disposiciones de los Artículos 136, 137, 138, 139 y 141 de la Constitución Alemana del 11 de agosto de 1919 son parte integrante de la presente Ley Fundamental.